# Reflection of You
Reflection of You (너를 닮은 사람?, Neoreul dalm-eun saramLR; lett. "La persona che ti somiglia") è una serie televisiva sudcoreana trasmessa su JTBC dal 13 ottobre al 2 dicembre 2021, tratta dall'omonimo romanzo di Jung So-hyeon. Internazionalmente è distribuita da Netflix.

## Trama
Nonostante la difficile gioventù, Jeong Hee-joo è riuscita a diventare una pittrice e saggista di successo, e si è sposata con Ahn Hyeon-seong, un uomo ricco e potente dal quale ha avuto due figli. La loro vita sembra perfetta, ma Hee-joo ha la sensazione di star sprecando il suo tempo. Un giorno incontra Gu Hae-won, un'insegnante di arte priva di beni materiali, ma ancora piena di vita.

## Personaggi e interpreti
- Jeong Hee-joo, interpretata da Go Hyun-jung
- Gu Hae-won, interpretata da Shin Hyun-been
- Seo Woo-jae, interpretato da Kim Jae-young
- Ahn Hyeon-seong, interpretato da Choi Won-young

## Riconoscimenti
- APAN Star Award[4]
  - 2022 – Candidatura Premio all'eccellenza, attrice in una miniserie a Shin Hyun-been
- Korea Drama Award[5]
  - 2022 – Premio all'alta eccellenza, attrice a Shin Hyun-been